# 殷美根
殷美根（1963年8月—），男，汉族，江西南昌人，中华人民共和国政治人物，1985年5月加入中国共产党，同年7月参加工作。江西工业大学电机工程系电力系统及其自动化专业本科毕业，中南财经大学高级管理人员工商管理专业研究生毕业，工商管理硕士学位。曾任江西省九江市市长、中共九江市委书记，江西省副省长，中共江西省委常委、南昌市委书记、江西省常务副省长等职务。2023年3月，因涉嫌严重违纪违法接受组织调查。

## 生平简历
1981年9月进入江西工业大学电机工程系电力系统及其自动化专业学习；
1985年5月加入中国共产党，同年大学毕业后进入江西省经委工作，历任科员、主任科员；
1993年3月起陆续任江西省经贸委能源处副处长、处长；技术进步与装备处处长；党组成员、副主任；
2002年9月至2004年12月在中南财经大学高级管理人员工商管理专业学习，获工商管理硕士学位；
2008年5月任中共九江市委常委，市政府党组副书记、常务副市长，
2008年8月兼任江西省预备役师副政委、三团第一政委、团党委第一书记；
2010年4月任九江市行政学院院长。
2011年8月任中共九江市委副书记，市政府党组书记、代市长；次月正式当选为九江市市长。
2013年9月任中共九江市委书记。
2015年11月转任江西省人民政府副省长。
2016年11月当选为中共江西省委常委。同月出任中共南昌市委书记兼赣江新区党工委书记。
2017年3月，不再兼任江西省副省长。
2020年3月任江西省人民政府常务副省长，不再兼任中共赣江新区党工委书记；
2020年11月再次兼任中共赣江新区党工委书记；
2021年11月不再担任中共江西省委常委；
2023年1月当选为江西省人大常委会副主任，并出任江西省人大常委会党组副书记。
是中共十九大代表，第十五届江西省委委员，第十二、十三、十四届全国人大代表（江西）。

## 违纪被查
2023年3月29日，殷美根因涉嫌严重违纪违法，接受中央纪委国家监委纪律审查和监察调查。同年10月7日，中央纪委国家监委决定给予其开除党籍开除公职处分；终止其江西省第十五次党代会代表资格；收缴其违纪违法所得；将其涉嫌犯罪问题移送检察机关依法审查起诉，所涉财物一并移送。
2024年10月25日，福建省三明市中级人民法院一审公开开庭审理了殷美根受贿一案。公诉方三明市人民检察院起诉指控：2003年至2023年，被告人殷美根利用职务上的便利以及职权、地位形成的便利条件，为相关单位和个人提供帮助，非法收受他人财物共计折合人民币2.07亿余元。殷美根当庭表示认罪悔罪。
2025年4月15日，三明市中级人民法院一审宣判，以受贿罪判处殷美根死刑，缓期二年执行，剥夺政治权利终身，并处没收个人全部财产；对追缴在案的殷美根犯罪所得及孳息依法上缴国库，不足部分继续追缴。